# ДНК секвенция
ДНК секвенция (понякога генетична секвенция; на български означава последователност) е поредица от букви, представяща първичната структура на действителна или хипотетична молекула или верига ДНК. Възможните букви са А, Ц, Г, и Т (A, C, G, и T) и представят четирите нуклеотидни единици на една ДНК верига – аденин, цитозин, гуанин и тимин. Те обикновено се изписват една до друга без интервали, като например в секвенцията АААГТЦТГАЦ. Зашифрованата секвенция понякога се нарича генетична информация. Всяка поредица от произволен брой нуклеотиди, по-голям или равен на 4, може да се нарича „секвенция“. По отношение на нейната биологическа функция, която може да зависи от контекста, една секвенция може да бъде сенс или антисенс (виж ДНК) и кодираща или некодираща. ДНК секвенциите могат също така да съдържат „отпадъчна ДНК“.